# Gamla bron

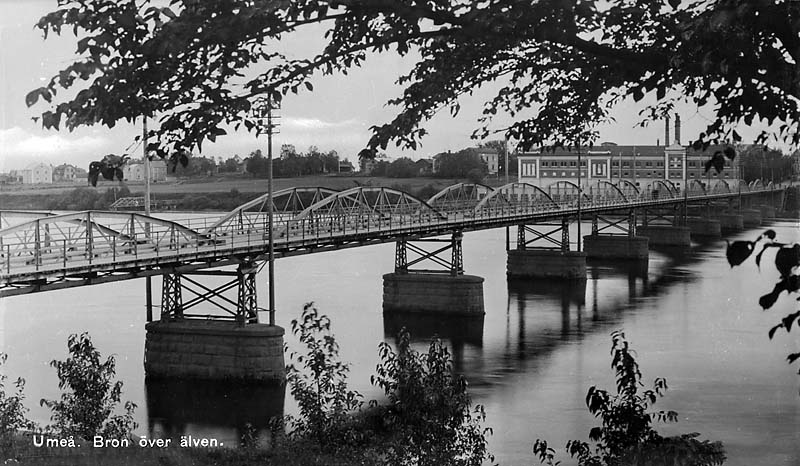
Gamla bron (1920–1940-tal).

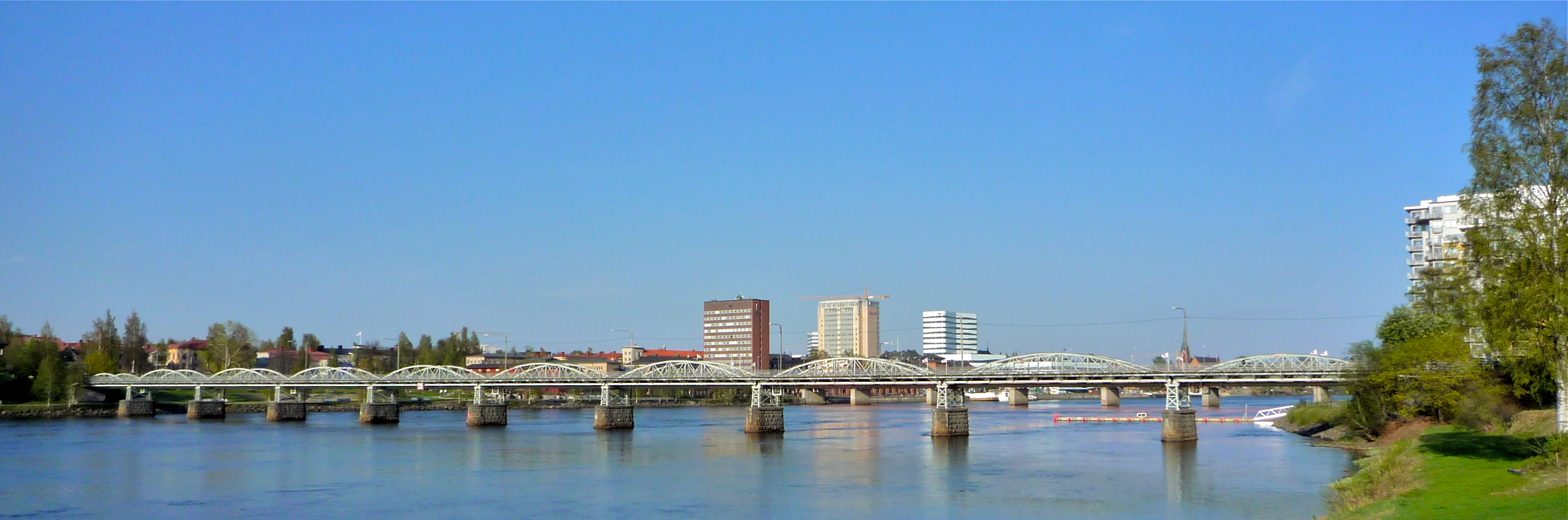
Gamla bron, från sydväst.

Gamla bron är Umeås äldsta kvarvarande broförbindelse över Ume älv och är 301 meter lång.

## Historia
Innan Umeå hade någon bro så korsade man älven på isvägar på vintern och med färja övriga årstider. Under den andra ryska ockupationen av Umeå i Finska kriget byggde ryssarna 1809 en flottbro av stockar över älven, men den förstördes kort därefter av en vårflod.
Att bygga en bro över älven ansågs länge vara för kostsamt, men landshövding Gustaf Munthe började intresserade sig för frågan när han tillträdde 1856 och 1858 gav han i uppdrag att undersöka var en bro var lämpligast, förslag på ritningar och vad det skulle kosta. Undersökningen pekade på att strax utanför staden, uppströms älven, var älvens botten fördelaktigast att bära bron och kostnaden för bron skulle bli 65 450 riksdaler. Med övriga kringkostnader blev totalkostnaden 86 000.
Efter invigningen 1863 och under lång tid framöver fick passerande betala en avgift för att få nyttja bron; 25 öre för ett ekipage med häst och vagn, ett halvt öre för en gående person och samma summa för ett får eller en get. Högre ämbetsmän och deras tjänstefolk, militärer och postordonnanser var befriade från broavgift.
I samband med brons tillkomst drogs kustlandsvägen ner mot bron via nuvarande Bryggargatan.  Redan efter ett årtionde visade det sig att det ursprungliga träspännverket behövde bytas ut, så 1894−95 ersattes det med ett stålfackverk, och bron fick det utseende som den har idag.

## Bron idag
Sedan den större och bredare Tegsbron invigdes år 1949 är Gamla bron endast öppen för gång- och cykeltrafik.
Under 2013 upptäcktes brister vilket påkallade en reparation.